# سالی گانل
سالی گانل (انگلیسی: Sally Gunnell؛ زادهٔ ۲۹ ژوئیهٔ ۱۹۶۶) دونده سابق اهل بریتانیا است. وی در مسابقات کشوری و بین‌المللی در مجموع برندهٔ ۱۶ مدال طلا، ۴ مدال نقره، ۴ مدال برنز شده‌است.